# Free Guy
Free Guy ist eine US-amerikanische Science-Fiction-Action-Komödie von Shawn Levy, die am 13. August 2021 in die US-amerikanischen Kinos kam. Im Film spielt Ryan Reynolds in der Titelrolle einen Nicht-Spieler-Charakter in einem Open-World-Videospiel, der zunächst nicht weiß, dass die Welt, in der er lebt, nicht real ist.

## Handlung
Guy lebt in einer glitzernden Metropole namens „Free City“, wo er jeden Morgen aus dem Bett springt, Mariah Careys Fantasy hört, ein frisches blaues Hemd anzieht und sich auf den Weg zu seinem Job macht. Er arbeitet in einer Bank, in der auch sein bester Freund Buddy als Sicherheitsmann tätig ist. Guy ist mit dieser Routine zufrieden und ist nicht überrascht, wenn ihn Bankräuber auf der Arbeit überfallen, was mehrmals am Tag passiert. Was ihm allerdings in seinem Leben fehlt, ist eine Frau an seiner Seite.
Er weiß nicht, dass er lediglich ein Nicht-Spieler-Charakter (NPC) in dem Open-World-Videospiel Free City des Publishers Soonami ist. Chef des Publishers ist der exaltierte Antwan. In „Free City“ sind die „Sonnenbrillenmenschen“ die Helden (die Spieler im realen Leben), und alle NPCs wie Guy leben ihr unbeschwertes, aber belangloses Leben in einer Endlosschleife.
Guys tägliche Routine wird gestört, als er auf Molotovgirl trifft, die sein Lieblingslied singt. Molotovgirl ist in der realen Welt die Programmiererin Millie. Sie entwickelte zusammen mit ihrem früheren Geschäftspartner Keys das Videospiel Life Itself, das von Antwan aufgekauft, aber nie veröffentlicht wurde. Millie ist überzeugt, dass Free City auf dem Code ihres einstigen Spiels aufbaut, und reicht eine Klage gegen Antwan ein. Sie sucht im Spiel Beweise dafür, dass der Code ihres Programms weiter genutzt wird. Keys arbeitet für Antwan in dessen Beschwerdeabteilung.
Durch seine Begegnung mit Molotovgirl beflügelt, beginnt Guy seine eigene Persönlichkeit zu entwickeln. Er überwältigt einen der Bankräuber und bemächtigt sich seiner Sonnenbrille, wodurch er „Free City“ im Head-up-Display-Modus sehen kann. Keys und sein Kollege Mouser vermuten einen Hacker hinter Guy. Dieser animiert auch andere Nicht-Spieler-Charaktere, über ihr Handeln zu reflektieren, und schafft es, Molotovgirl ausfindig zu machen und anzusprechen. Sie hält ihn für einen Noob und trägt ihm auf, sich mindestens zu Level 100 hochzuarbeiten. Anders als im Spiel üblich levelt sich Guy durch gute Taten nach oben und wird als „Blue Shirt Guy“ in der Spielercommunity bekannt. Antwan sieht darin eine gute Werbung für das Nachfolgespiel Free City 2 und lässt ihn gewähren.
Millie hat derweil im Spiel Hinweise gefunden, dass ein Spieler in seinem virtuellen Lagerhaus einen Videoclip aufbewahrt, der die Existenz ihres Codes beweist. Als sie als Molotovgirl mit Hilfe von Keys in das Versteck einbricht und angegriffen wird, kommt ihr Guy zu Hilfe. Bei einem romantischen Abend mit Bubble-Gum-Eis und Schaukeln kommen sie sich näher und küssen sich. Keys findet derweil heraus, dass Guy tatsächlich ein NPC ist. Der Code von Life Itself ermöglichte es, dass er sich zu einer wirklichen KI entwickeln konnte. Da mit dem Start des Sequels Free City überschrieben wird, drohen jedoch jegliche Beweise zu verschwinden.
Molotovgirl erklärt Guy, dass seine Welt nicht real ist und für immer gelöscht werden könnte. Dieser reagiert aufgebracht. Sein Freund Buddy vermittelt ihm jedoch, dass nichts realer ist, als einem Freund zu helfen, den man liebt. Mit Buddys Hilfe bricht Guy erneut in das virtuelle Lagerhaus ein. Aufgrund Guys Popularität bei der Spielercommunity händigt der Besitzer den Clip freiwillig aus, der die von Millie und Keys entwickelte Welt versteckt in Free City zeigt. Antwan will Guy derweil loswerden, da die Vorverkäufe für das nicht abwärtskompatible Free City 2 einbrechen, und lässt das Spiel neustarten. Hierdurch wird die KI von Guy zurückgesetzt und er erinnert sich nicht mehr an Molotovgirl. Mit einem Kuss schafft sie es jedoch, seine Erinnerungen zu reaktivieren. Guy erkennt die Welt, die im Videoclip zu sehen war, aufgrund einer Spiegelung an der Jalousie seiner Wohnung: Die ursprüngliche Welt von Life Itself ist weiter vorhanden und wurde von Antwan hinter einer physischen Barriere versteckt. Sie müssen diesen Ort erreichen, um zu beweisen, dass Antwan den Code weiterverwendet hat.
Guy und Molotovgirl können die anderen Nicht-Spieler-Charakter überzeugen, aus ihrer Routine auszubrechen. Antwan hat derweil herausgefunden, dass hinter Molotovgirl Millie steckt. Da es nicht gelingt, sie zu bannen, fordert er Mouser auf, die Topografie im Spiel zu verändern, um Guy und Molotovgirl zu töten, doch Keys interveniert seinerseits durch Eingriffe. Schließlich lässt Antwan alle Spieler aus dem Spiel nehmen und schickt Dude, eine nur unvollständig programmierte Brutaloversion von Guy, in das Spiel. Guy gelingt es, den muskelbepackten Dude abzulenken und eine von Keys heimlich programmierte Brücke zu erreichen, die zu dem Ort führt, den Millie und Keys geschaffen haben. Antwan feuert Keys, der aber noch einen Livestream an alle Spieler starten kann, und begibt sich zu den Servern, um diese mit einer Axt zu zerstören. Mouser stellt ihn zur Rede und erfährt so, dass die Anschuldigungen von Millie tatsächlich der Wahrheit entsprechen. Obwohl die Welt im Spiel durch die Zerstörung zusammenbricht, gelingt es Guy, die Brücke zu überqueren, und die gesamte Welt kann über den Livestream sehen, was sich dort befindet.
Bevor Antwan den letzten Server zerstören kann, stellt ihn Millie und weist ihn darauf hin, dass er überführt wurde. Sie ist bereit, die Klage fallen zu lassen, wenn Antwan ihr das ursprüngliche Spiel übereignet. Antwan behält alle Rechte an „Free City“ und seinem Nachfolger.
„Free City 2“ wird zu einer Katastrophe. Millie, Keys und Mouser bringen ihr eigenes Spiel „Free Life“ auf den Markt, in dem sich die verbliebenen Nicht-Spieler-Charaktere aus „Free City“ frei entwickeln können. Millie erkennt, dass Guys Programmierung mit seiner Liebe zu ihr ein Liebesbrief Keys’ ist.

## Produktion

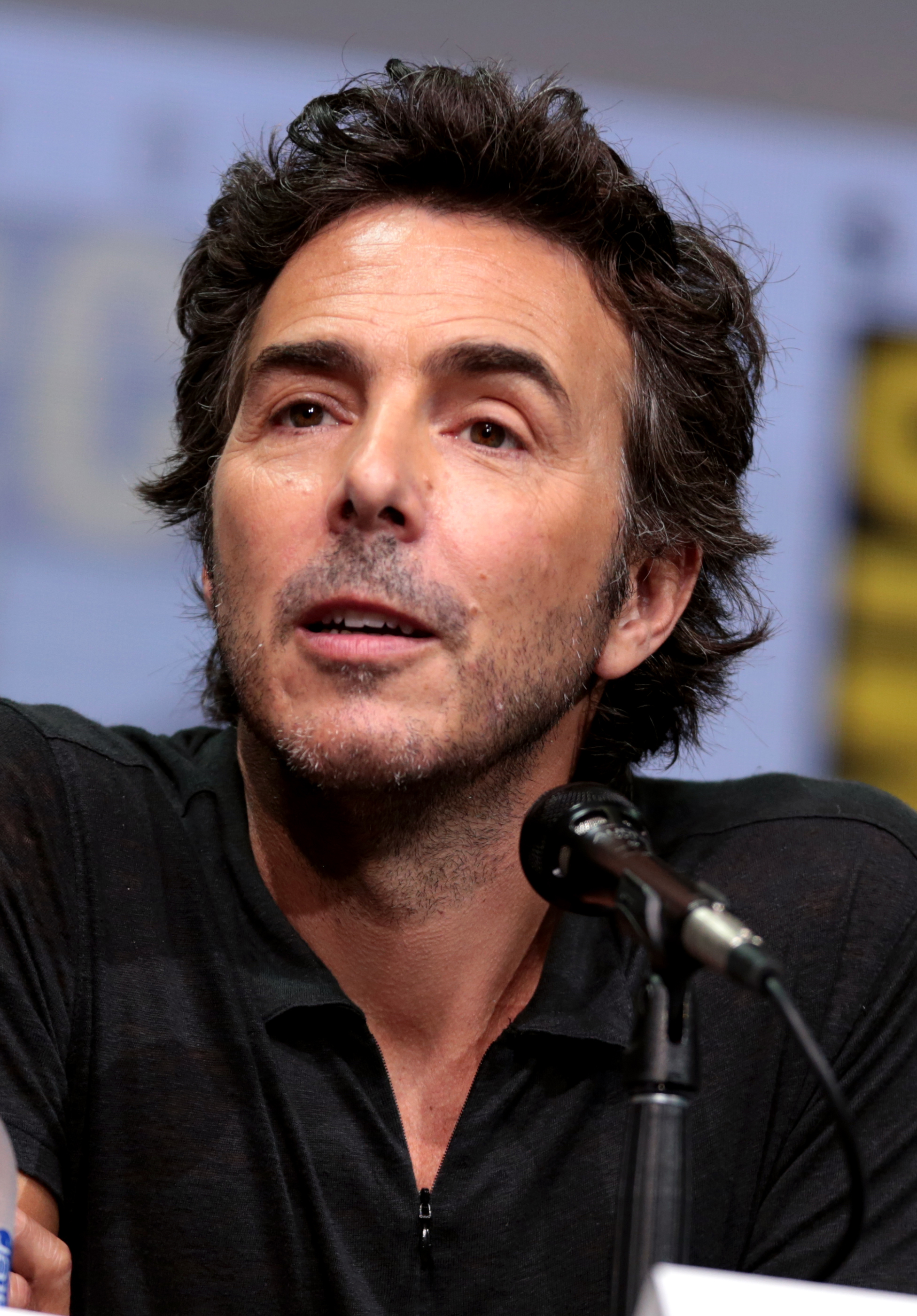
Regisseur Shawn Levy

Das Drehbuch von Matt Lieberman landete im Jahr 2016 auf der Black List der besten unverfilmten Ideen Hollywoods. Die Rechte sicherte sich 20th Century Fox. Regie führt Shawn Levy. Der bereits für Ready Player One tätige Zak Penn war gemeinsam mit Lieberman an der Überarbeitung dessen Drehbuch beteiligt.
Die Rolle von Guy wurde mit Ryan Reynolds besetzt. Jodie Comer und Joe Keery spielen die Free-City-Programmierer Millie und Keys, wobei Erstere auch den Avatar Molotovgirl spielt. Comer war bereits in der Fernsehserie Killing Eve als Killerin Villanelle in einer ähnlich angelegten Rolle zu sehen. Einige prominente YouTuber sollen im Film in Nebenrollen und Cameo-Auftritten zu sehen sein, so Tyler „Ninja“ Blevins, Imane „Pokimane“ Anys und Lannan „LazarBeam“ Eacott, während Seán „Jacksepticeye“ McLoughlin den Videospielcharakter Q*bert in einer Szene sprechen wird.
Die Filmmusik komponierte Christophe Beck. Das Soundtrack-Album mit vier Musikstücken von Beck und einer Reihe weiterer Songs wurde am 11. August 2021 von Hollywood Records als Download veröffentlicht und sollte am 13. August 2021 auf Vinyl erscheinen.
Der Film sollte ursprünglich am 2. Juli 2020 in die deutschen und am darauffolgenden Tag in die US-Kinos kommen. Aufgrund der COVID-19-Pandemie wurde der US-Kinostart jedoch zunächst auf den 11. Dezember 2020 verschoben; allerdings wurde auch dieser Termin später abgesagt. Schließlich lief der Film am 13. August 2021 in den US-amerikanischen Kinos an. 45 Tage nach Kinostart sollte der Film auch auf Disney+ verfügbar sein. Die internationale Premiere erfolgte bereits zuvor beim Locarno Film Festival, nachdem der Film in den Tagen zuvor bereits in Städten wie London dem Publikum vorgestellt worden war.

## Synchronisation
Die deutsche Synchronisation entstand nach einem Dialogbuch von Matthias von Stegmann und der Dialogregie von Axel Malzacher im Auftrag der FFS Film- & Fernseh-Synchron in Berlin.
| Darsteller          | Synchronsprecher   | Rolle                |
| ------------------- | ------------------ | -------------------- |
| Ryan Reynolds       | Dennis Schmidt-Foß | Guy                  |
| Taika Waititi       | Marius Clarén      | Antwan               |
| Camille Kostek      | Lea Kalbhenn       | Bombshell            |
| Lil Rel Howery      | Daniel Zillmann    | Buddy                |
| Anabel Graetz       | Eva-Maria Werth    | Cat Lady Phyliss     |
| Daniel Middleton    | Michael Ernst      | DanTMD               |
| Jonathan De Azevedo | Tom Raczko         | Jonathan             |
| Joe Keery           | Patrick Baehr      | Keys                 |
| Utkarsh Ambudkar    | Dirk Stollberg     | Mouser               |
| Jodie Comer         | Lena Schmidtke     | Millie / Molotovgirl |
| Mike Devine         | Sven Hasper        | Officer Johnny       |

## Rezeption

### Kritiken
Von den bei Rotten Tomatoes erfassten Kritiken sind 82 Prozent positiv bei einer durchschnittlichen Bewertung mit 7,1 von 10 möglichen Punkten, womit er aus den 22. Annual Golden Tomato Awards als Fünftplatzierter in der Kategorie Action & Adventure Movies der Filme des Jahres 2021 hervorging. Auf Metacritic erhielt der Film einen Metascore von 64 von 100 möglichen Punkten. Immer wieder wurde der Film dabei mit The Truman Show verglichen, jedoch für die heutige Generation, und Guy mit der Figur Neo in The Matrix, weil er nicht weiß, dass die Welt um ihn herum nur eine Simulation ist.

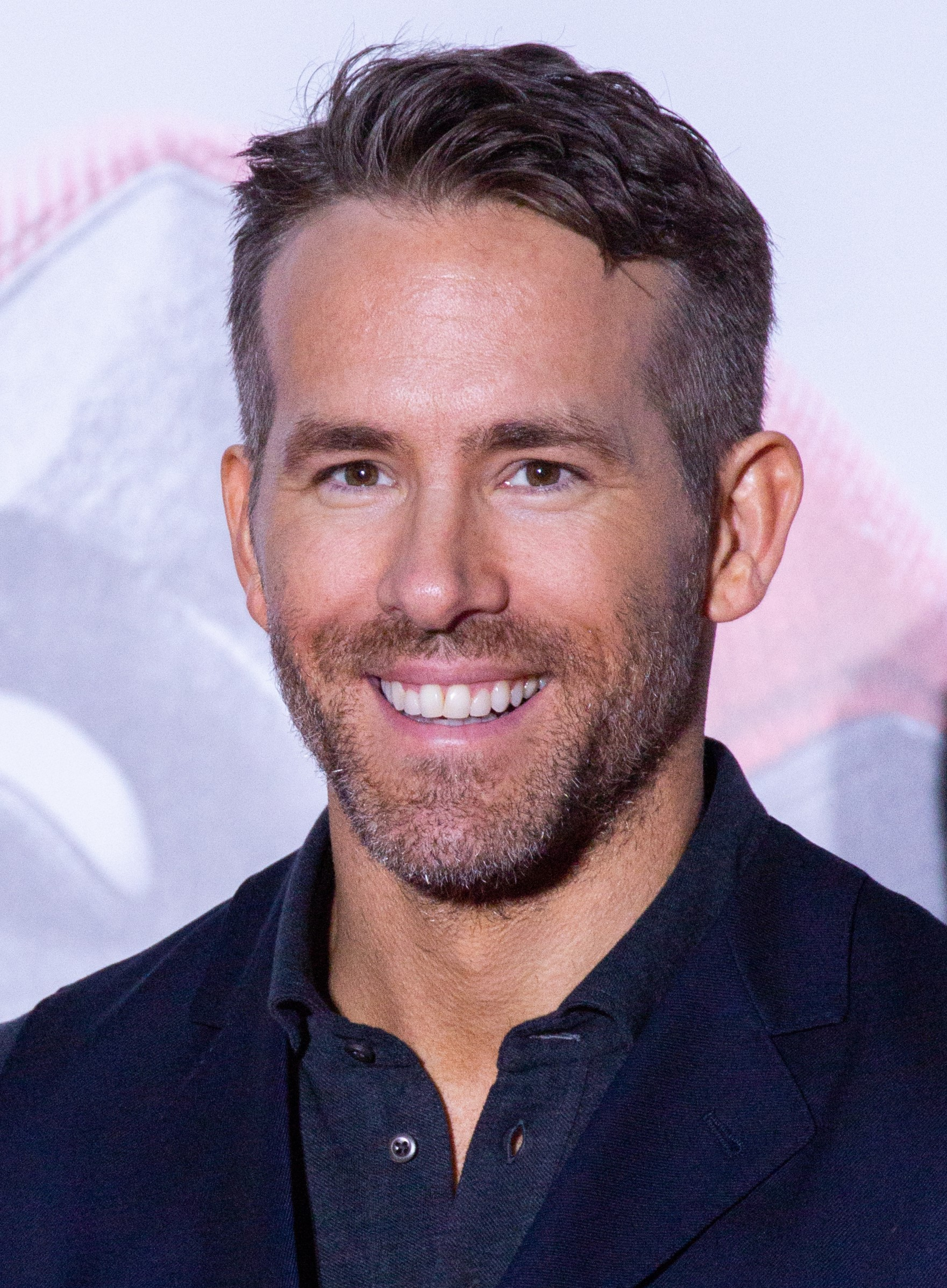
Ryan Reynolds wird in der Rolle von Guy als weitaus weniger anarchisch beschrieben als in Deadpool

Peter Debruge von Variety schreibt in seiner Kritik, Free Guy sei nicht der originellste Film aller Zeiten,
die Drehbuchautoren Matt Lieberman und Zak Penn erzählten die Geschichte jedoch frisch, wenn sie zeigen, was passiert, wenn sich der NPC Guy in eine Spielerin verliebt. Debruge beschreibt diese Prämisse als Umkehrung derer in Who Framed Roger Rabbit, wobei die Programmiererin Millie, die ihn erschaffen hat und im Spiel als der Avatar Molotovgirl erscheint, Pygmalion-ähnliche Züge habe und sich wie Jeff Bridges’ Charakter in Tron in das Spiel einschleiche.
Die Filmkritikerin Antje Wessels schreibt auf ihrem Filmblog, Ryan Reynolds’ überschäumende Euphorie sei einfach ansteckend, und so wirke es eben auch überhaupt nicht belehrend, sondern vollends in seiner Charakterzeichnung verhaftet, wenn Guy es sich zum Vorhaben erklärt, seinen Spielstatus hochzuleveln und dadurch vor allem Vorteile im Flirt mit seiner Angebeteten zu erlangen, indem er die brutalen Regeln in Free City kurzerhand aushebelt.

### Einspielergebnis
Free Guy spielte an seinem Startwochenende in den US-Kinos 28,4 Millionen US-Dollar ein und belegte damit Platz eins der Kinocharts. Damit übertraf der Film die Erwartungen von Disney und 20th Century Studios, die ein US-Startergebnis zwischen 17 und 20 Millionen US-Dollar prognostiziert hatten. In Deutschland verzeichnet der Film 450.380 Besucher. Nach seinem Kinostart in China am 27. August 2021 setzte sich Free Guy an die Spitze der dortigen Kinocharts. Die weltweiten Einnahmen des Films belaufen sich auf 331,5 Millionen US-Dollar.

### Auszeichnungen (Auswahl)
MTV Movie & TV Awards 2022
- Auszeichnung als Bester Komödiendarsteller (Ryan Reynolds)

Nickelodeon Kids’ Choice Awards 2022
- Nominierung als Lieblingsfilmschauspieler (Ryan Reynolds)

Oscarverleihung 2022
- Nominierung für die Besten visuellen Effekte

People’s Choice Awards 2021
- Auszeichnung als Filmkomödie des Jahres
- Nominierung als männlicher Filmstar des Jahres (Ryan Reynolds)
- Nominierung als Comedy Movie Star of the Year (Ryan Reynolds)[29][30]

Saturn-Award-Verleihung 2022
- Nominierung als Bester Science-Fiction-Film
- Nominierung als Beste Nebendarstellerin (Jodie Comer)

## Fortsetzung
Zum Kinostart wurde eine Fortsetzung angekündigt.